# Jacobus Barbireau
Jacobus Barbireau (ur. ok. 1455, zm. 7 sierpnia 1491 w Antwerpii)  – franko-flamandzki kompozytor okresu renesansu.

## Życiorys
Niewiele wiadomo o życiu tego kompozytora. Bardzo długo jego nazwisko było mylone z innym kompozytorem (Barbingantem). Prawie całe swoje życie spędził w Antwerpii. Urodził się ok. 1455 roku jako syna Jeana Barbireau i Jeanne de Saintpol. Nie wiadomo gdzie studiował. Najprawdopodobniej studia ukończył około roku 1475. Barbireau przyjaźnił się z Rudolfem Agricolą. W połowie lat 80. XV wieku Barbireau został mianowany dyrygentem chóru w kościele Notre-Dame w Antwerpii. Po jego śmierci stanowisko to objął Jacob Obrecht. Na rok przed śmiercią kompozytora Maksymilian I Habsburg gorąco polecał go królowej węgierskiej Beatrycze, drugiej żonie Macieja Korwina . Kiedy Brabireau zjawił się na dworze w Budapeszcie królowa przedstawiła go jako musicus excellentissimus.

## Twórczość
- msze:
  - Missa Virgo parens Christi
- motety
- chansons

## Dyskografia
Missa Virgo parens Christi, Kyrie Paschale – The Clerk's Group - Edward Wickham, CD GAU 188, 1999 r. 